# Passiflora andreana
Passiflora andreana Mast. – gatunek rośliny z rodziny męczennicowatych (Passifloraceae Juss. ex Kunth in Humb.). Występuje endemicznie w południowej Kolumbii oraz Ekwadorze. 

## Morfologia
PokrójZdrewniałe, trwałe, owłosione liany.
LiścieBlaszka liściowa ma podwójnie lub potrójnie klapowany kształt. Mają 2,8–4,6 cm długości oraz 2–3,8 cm szerokości. Brzegi są całobrzegie. Wierzchołek jest tępy lub ostry. Ogonek liściowy jest owłosiony i ma długość 10–17 mm. Przylistki są liniowe, mają 4 mm długości.
KwiatyPojedyncze lub zebrane w pary. Działki kielicha są podłużnie owalne, czerwonofioletowe, mają 2,5 cm długości. Płatki są podłużnie owalne, fioletowe, mają 1,7 cm długości. Przykoronek ułożony jest w dwóch rzędach, czerwonofioletowy, ma 7–11 mm długości.
OwoceSą prawie kulistego kształtu. Mają 1–1,2 cm długości i 0,9–1,1 cm średnicy.